# The Living Idol
The Living Idol is een Amerikaanse horrorfilm uit 1957 onder regie van Albert Lewin met in de hoofdrollen Steve Forrest, Liliane Montevecchi, James Robertson Justice, Sara Garcia en Eduardo Noriega.

## Verhaal
Dr. Alfred Stoner, een befaamd archeoloog, wordt op een expeditie in Mexico vergezeld door de Amerikaanse journalist Terry en de lokale Juanita. Ze stuiten op een beeltenis van een jaguar waaraan vroeger jonge maagden werden geofferd. Bij het zien van de beeltenis reageert Juanita huiveringwekkend, waardoor Stoner overtuigd raakt dat ze de reïncarnatie is van een Azteekse prinses die aan de jaguargod is geofferd.

## Rolverdeling
| Acteur                  | Personage            |
| ----------------------- | -------------------- |
| Steve Forrest           | Terry Matthews       |
| Liliane Montevecchi     | Juanita              |
| James Robertson Justice | Doctor Alfred Stoner |
| Sara García             | Elena                |
| Eduardo Noriega         | Manuel               |